# Sân bay Luton

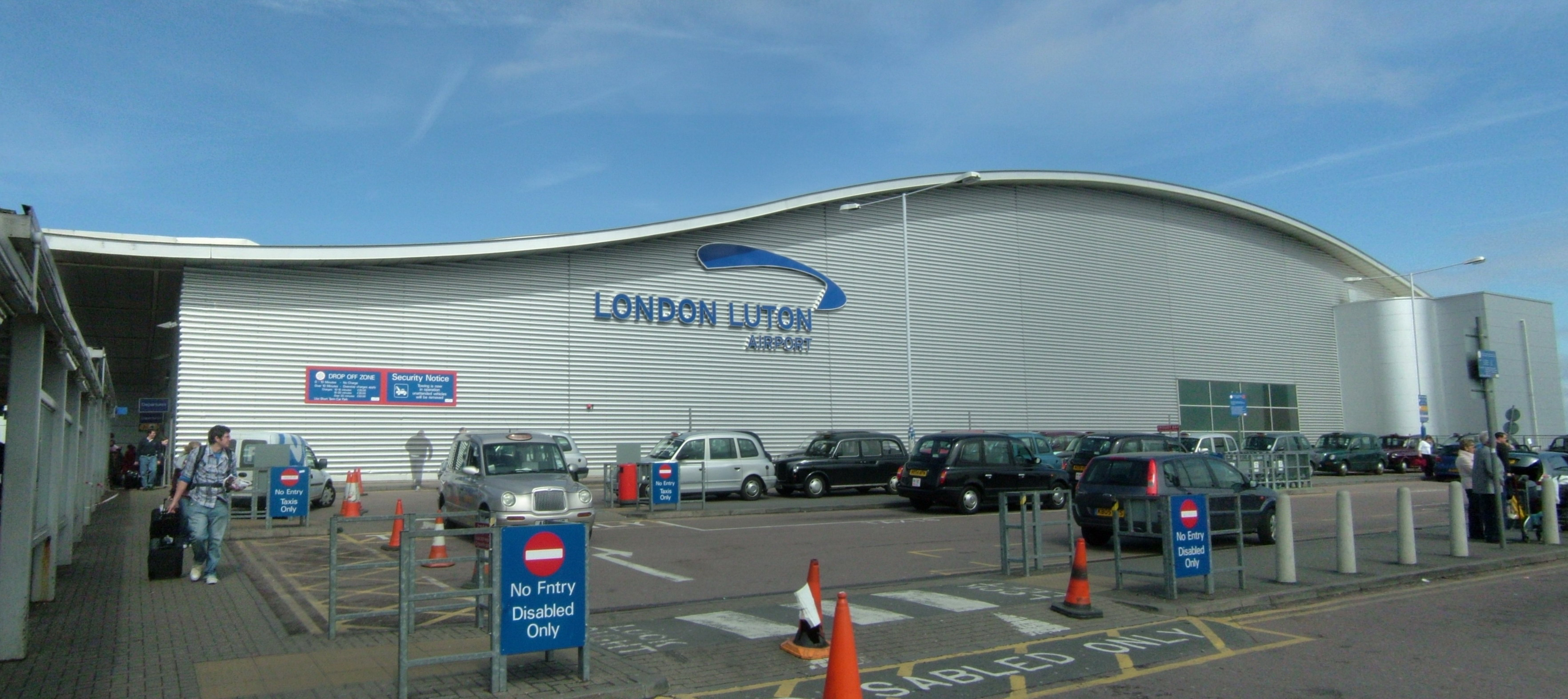
Nhà ga

Sân bay Luton (IATA: LTN, ICAO: EGGW) tên trước đây là Sân bay quốc tế Luton  là một trong các sân bay quốc tế phục vụ Vùng đô thị Đại Luân Đôn (các sân bay kia là sân bay Heathrow sân bay quốc tế Gatwick London). Sân bay này nằm ở thị xã Luton, Bedfordshire, Anh. Trong năm 2008, lần đầu tiên có hơn 10 triệu hành khách qua sân bay này trong một năm. Năm 2010, sân bay này phục vụ 8,7 triệu lượt khách. và có cự ly 30,5 NM (56,5 km; 35,1 mi) north so với Trung tâm London. Sân bay có cự ly 2 mi (3,2 km) so với giao lộ 10a của M1 motorway. Đây là sân bay lớn thứ 4 phục vụ London, sau Heathrow, Gatwick và Stansted, và là một trong 5 sân bay quốc tế của London cùng với sân bay Thành phố London.
Sân bay này phục vụ như là một cơ sở cho hãng Easy Jet, Monarch Airlines, Thomson Airways, Ryanair. Phần lớn các tuyến đường phục vụ ở châu Âu, mặc dù có một số điều lệ và các tuyến đường dự kiến tới các điểm đến tại Bắc Phi và châu Á.

## Hãng hàng không và tuyến bay

### Hành khách
| Hãng hàng không | Các điểm đến |
| --------------- | --- |
| Aer Arann       | Galway, Waterford |
| Air VIA         | Lyon-Saint Exupéry |
| Blue Air        | Bacau, Bucharest-Baneasa |
| EasyJet         | Aberdeen, Amsterdam, Barcelona, Belfast-International, Berlin-Schönefeld, Bordeaux, Budapest, Dortmund, Edinburgh, Faro, Geneva, Glasgow-International, Hamburg, Inverness, Istanbul-Sabiha Gökçen, Lisbon, Madrid, Málaga, Milan-Malpensa, Nice, Paphos, Paris-Charles de Gaulle, Sharm el-Sheikh, Tel Aviv, Turin, Zürich Theo mùa: Alicante, Grenoble, Ibiza, Kraków, Montpellier, Palma de Mallorca, Pisa, Salzburg [từ 17 tháng 12 năm 2011] |
| El Al           | Tel Aviv |
| Flybe           | Đảo Man, Jersey |
| Israir Airlines | Theo mùa: Tel Aviv |
| Monarch         | Alicante, Gibraltar, Lanzarote, Larnaca, Málaga, Tenerife-South Theo mùa: Antalya, Bodrum, Corfu, Dalaman, Faro, Minorca, Palma de Mallorca, Zakynthos |
| Ryanair         | Béziers, Bratislava, Dublin, Fuerteventura, Gran Canaria, Kaunas, Kerry, Knock, Lanzarote, Malta, Marrakech, Nîmes, Rzeszów, Tallinn, Tenerife-South Theo mùa: Girona, Murcia, Reus, Trapani |
| Thomson Airways | Antalya, Dalaman, Enfidha, Funchal, Gran Canaria, Lanzarote, Larnaca, Monastir, Paphos, Sharm el-Sheikh, Tenerife-South Theo mùa: Bodrum, Bourgas, Corfu, Faro, Fuerteventura, Heraklion, Ibiza, Kefalonia, Málaga, Malta, Minorca, Palma de Mallorca, Reus, Rhodes, Salzburg, Thessaloniki, Zakynthos |
| Wizz Air        | Belgrade, Brno, Bucharest-Baneasa, Bourgas, Budapest, Cluj-Napoca, Gdansk, Katowice, Kiev-Zhulyany, Łódź [begins 13 September], Poznan, Prague, Riga, Skopje, Sofia, Târgu Mures, Timisoara, Varna, Vilnius, Warsaw, Wroclaw Seasonal: Dubrovnik, Split |

### Hàng hóa
| Hãng hàng không                                     | Các điểm đến                                                                    |
| --------------------------------------------------- | ------------------------------------------------------------------------------- |
| Atlantic Airlines                                   | Brussels, Guernsey, Kassel, Lille, Liverpool                                    |
| British Airways World Cargo operated by DHL Express | Milan Malpensa                                                                  |
| DHL Express                                         | Belfast International, Brussels, Köln-Bonn, Dublin, Frankfurt, Leipzig, Shannon |
| MNG Airlines                                        | Istanbul-Atatürk, Paris-Charles de Gaulle, Köln-Bonn                            |
| Varig Logística                                     | Lisbon, São Paulo                                                               |